# Замок Мілотиці
Замок Мілотиці (чеськ. Zámek Milotice) — замок барокового стилю в Чехії, у селищі Мілотиці округу Годонін на півдні Моравії.

## Історичні дані
Першу згадку про фортецю в Мілотицях знайшли в документах 14 століття.
У добу відродження фортецю перебудували на житловий замок. Архітектурний образ замку досі зберігає дещо від споруди доби відродження, незважаючи на значні перебудови. Сучасний вигляд замок отримав у другій половині 17 століття. Саме тоді додали чотири кутові вежі, що продовжують умовні осі з центрального двору замку. Маєток придбав Габріель Сереньї (1615—1664) наприкінці Тридцятилітньої війни. Нащадки роду Сереньї володіли замком до початку 19 століття. Частково добудови здійснені в першій половині 18 століття за ініціативи власника замку — графа Карла Антона Сереньї. Перебудови здійснені у два етапи — у 1719—1725 і у 1738—1743 р.
В історії замку не все відоме через те, що архів замку зберігають у місті Мюнхені. Не вирішено до кінця і питання авторства більшості робіт, які в літературі висвітлюють як твори Антоніо Салли, Доменіко Мартінеллі, Йозефа Емануеля Фішера фон Ерлаха, Крістіана Александра Едтля.

### 20 століття
Перед другою світовою війною майно останнього власника замку Мілотиці було конфісковане згідно з декретом президента Бенеша. У 1948 р. замок відкрили для відвідувачів.

## Сьогодення
Замок активно задіяний у культурі сьогодення. Тут проводять концерти фольклорної і класичної музики, різдвяні свята, проводять постійні і тимчасові виставки. На території парку в літній період діє театр. Приміщення оранжереї здають в оренду під весільні бенкети.

## Споруда замку

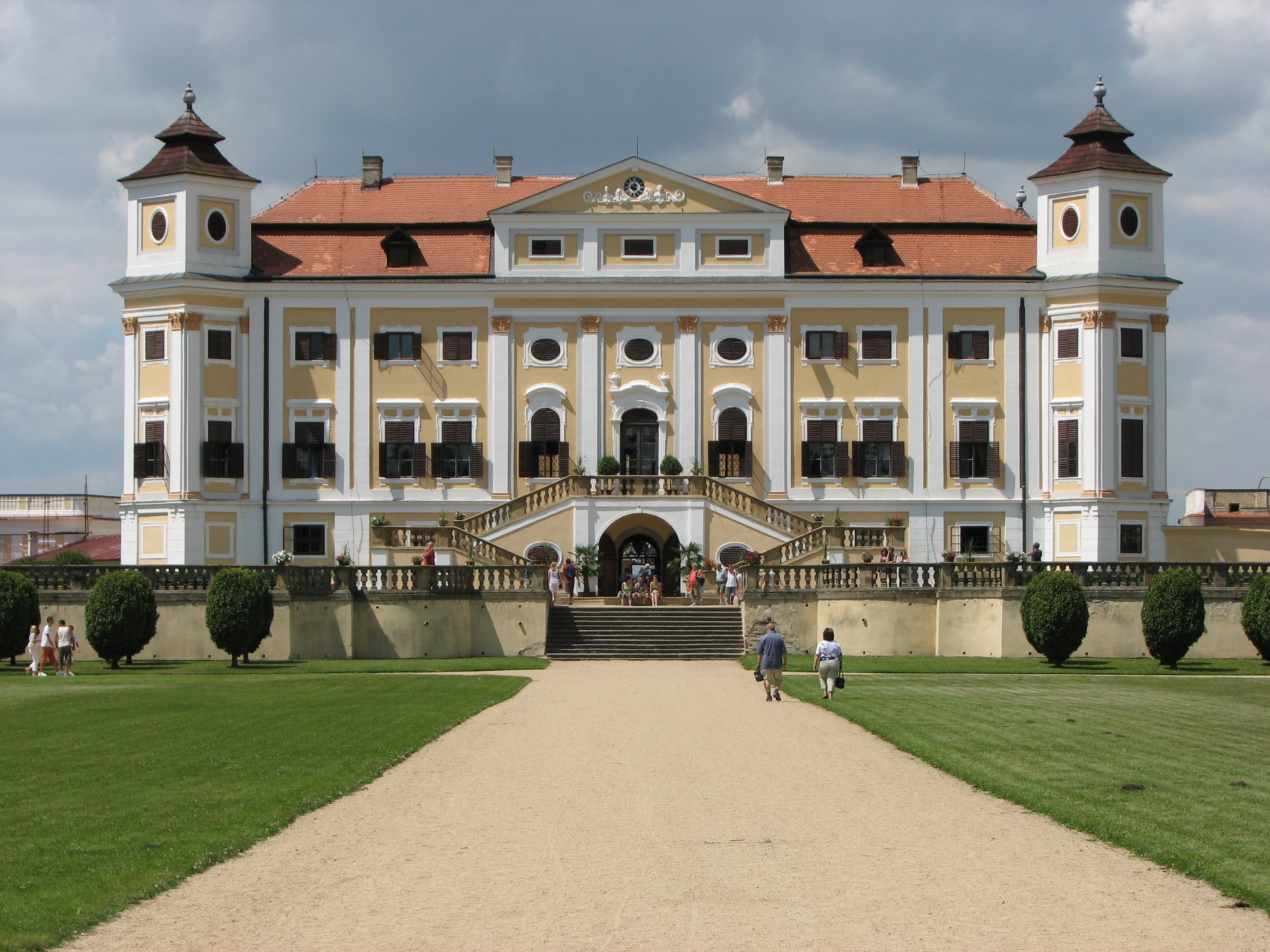
Замок із саду

Вибудований за чотирикутним планом з чотирма кутовими вежами. Дах з переломом, кожна вежа вища за дах і має фігурне покриття. Фасади прикрашені пілястрами та лопатками без капітелей. Вікна другого і третього поверхів збегігли ставні, що додало архітектурі невеликого за розмірами замку привітності і затишку рідної оселі. Палацові риси на фасаді зберігають овальні вікна веж, фронтони і аттіки з рельєфами, барокові сходи. Перший поверх внутрішнього дворику замку має відкриті колонади, частково закладені при перебудовах.
З парадного в'їзду збережені сухі рови та кам'яний міст. Вхід до парадного двору прикрасила барокова брама з крилатими конями, що нагадують Пегаса, покровителя поетів. Замала кількість оздоб на головному фасаді за край скомпенсована скульптурами на в'їзному мосту, де стоять сфінкси з жіночими головами, групи путті, барокові декоративні вази, фігури вояків. Їх створив скульптор Якоб Шлєттер. Барокові декоративні вази встановлені і на парканах парадного двору. Замкову каплицю у 18 ст. прикрасив фресками художник Йозеф Ігнац Мільдорфер.
Лише дві кімнати замку зберегли декор 1740-х років — ліплені прикраси стелі та паркети з деревини волоського горіха.

### Бібліотека замку
Кількість книг замкової бібліотеки сягала 5 000. Мав володар бібліотеки і власний екслібрис. Серед книг переважали видання 17-19 століть декількома європейськими мовами — латиною, французькою, чеською, німецькою, угорською. Видання охоплювали широке коло питань — технології, релігії, садівництва, мистецтва, художні твори.

### Сад замку

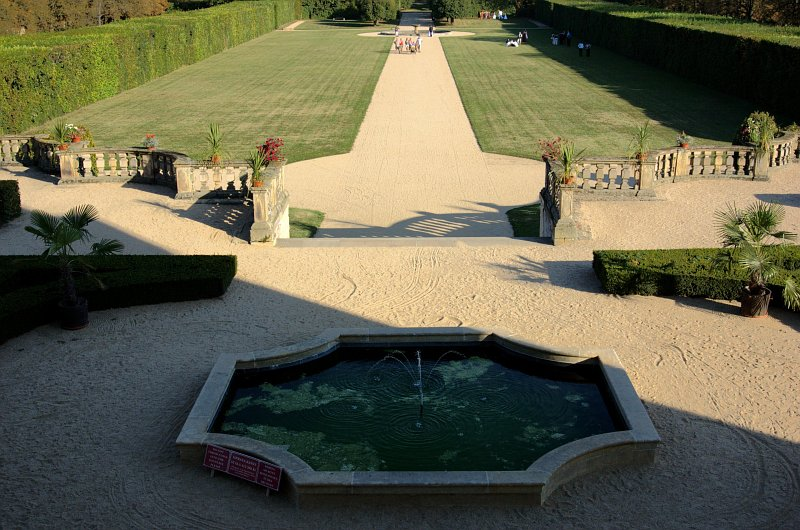
Сад бароко, замок Мілотиці

За палацом розплановано сад бароко на невеликих терасах, відокремлених фігурною балюстрадою. Сад створено за проєктом ландшафтного архітектора Антоніна Циннера, який почали реалізовувати в 1719 році. Його площа сягала тільки 4,5 гектари.
Протяжний партер має мало оздоб, серед яких припалацова тераса з балюстрадою, малі фонтани і вистрижені кущі. Пейзажна частина прикрашена альтанкою під черепичним дахом та штучною руїною. Парк доглянутий, проведена санітарна вирубка хворих та посохлих дерев, аби завадити нещасним випадкам. Розчищені алеї обсаджені молодими каштанами. Роботи проведені шляхом підтримки Європейського фонду регіонального розвитку (ЄФРР), який сплатив 85 % вартості кошторису.

## Галерея

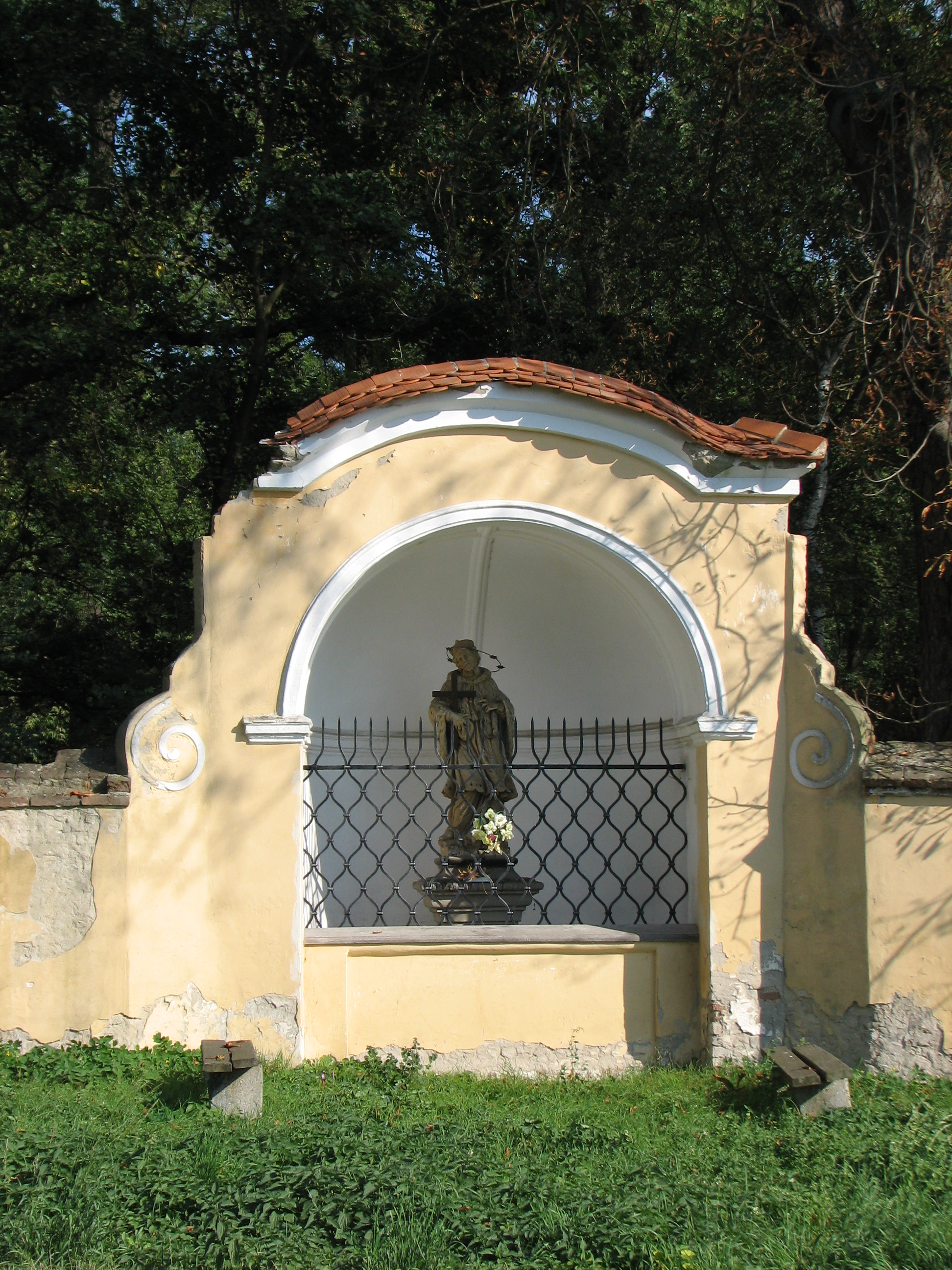
Каплиця у формі невеликої напівротонди
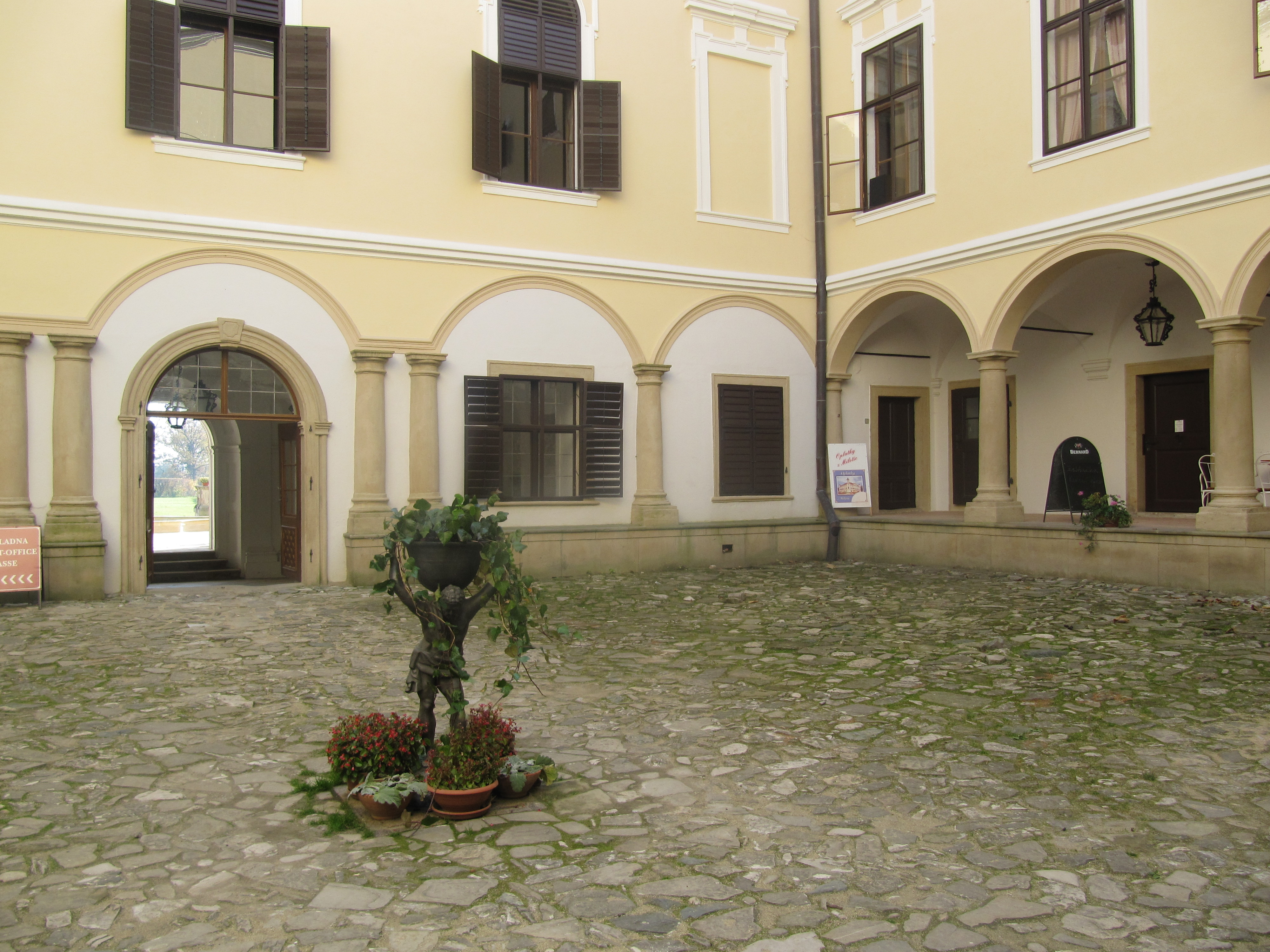
Скульптура у дворику
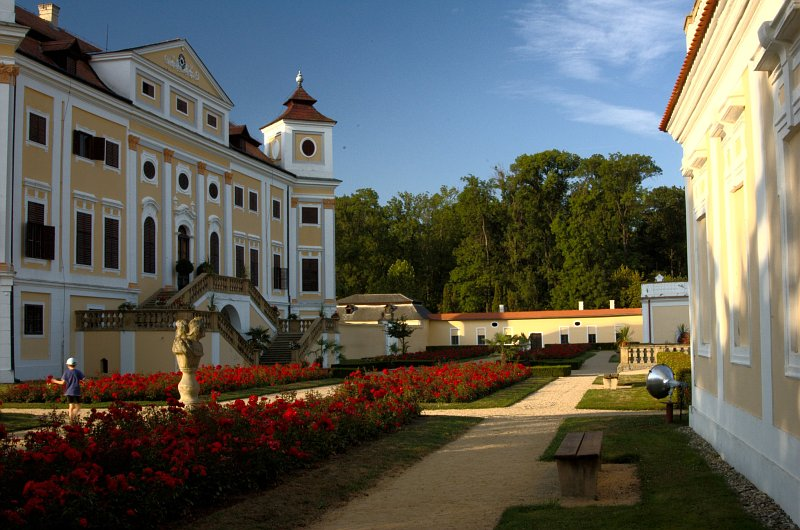
Колишній госпдвір, перетворений на квітник
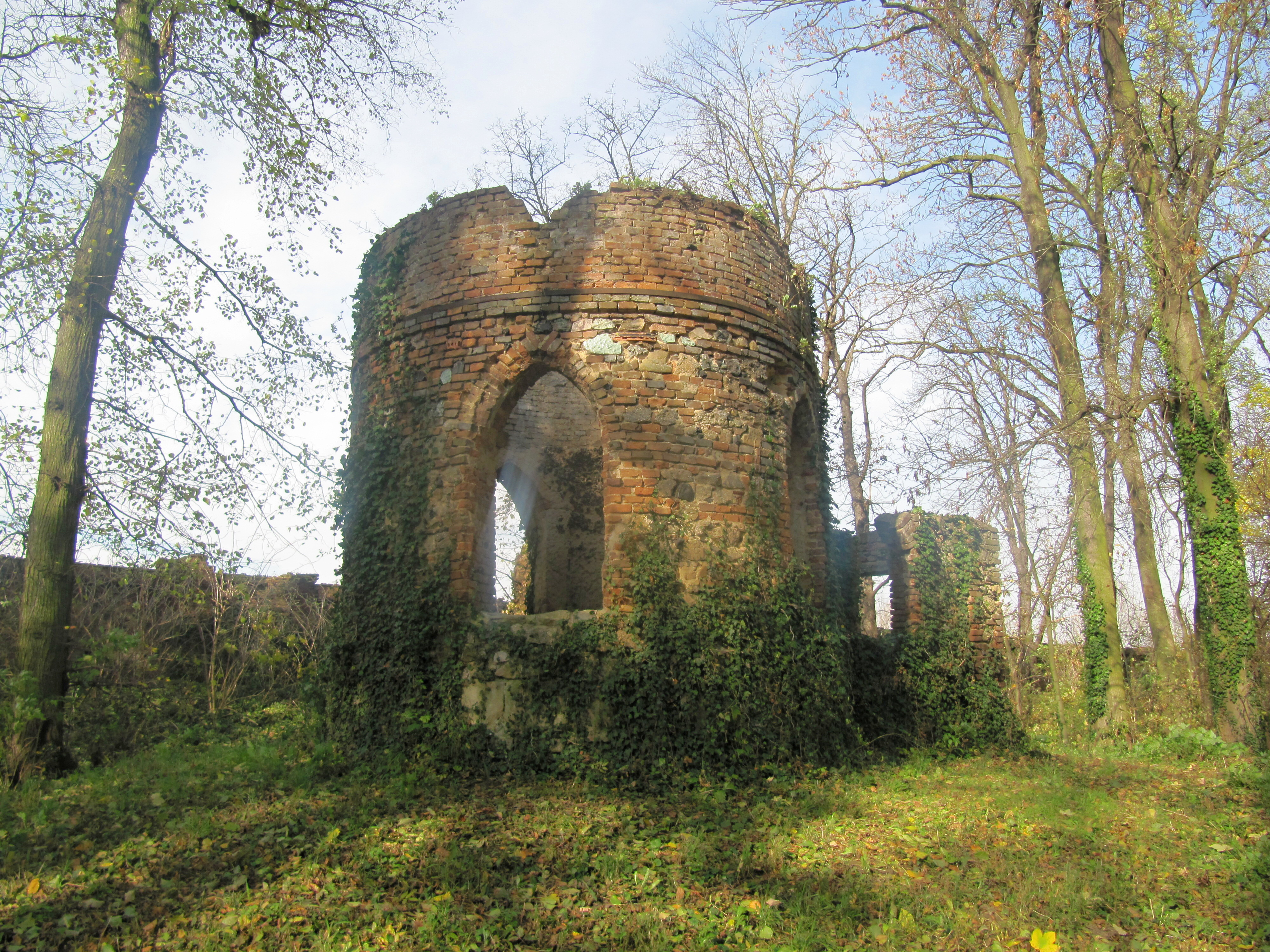
Штучна руїна в парку

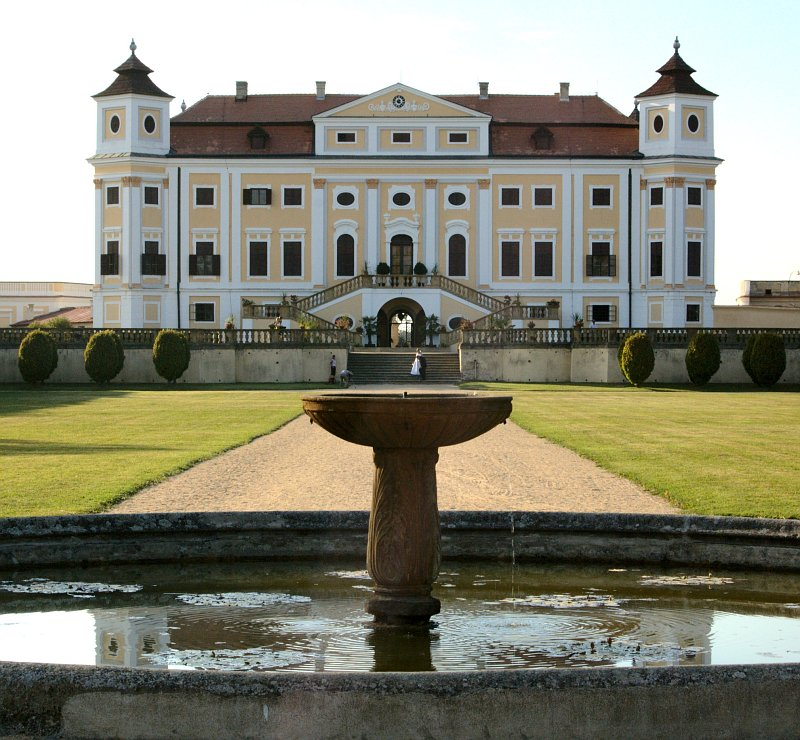
Фасад з саду
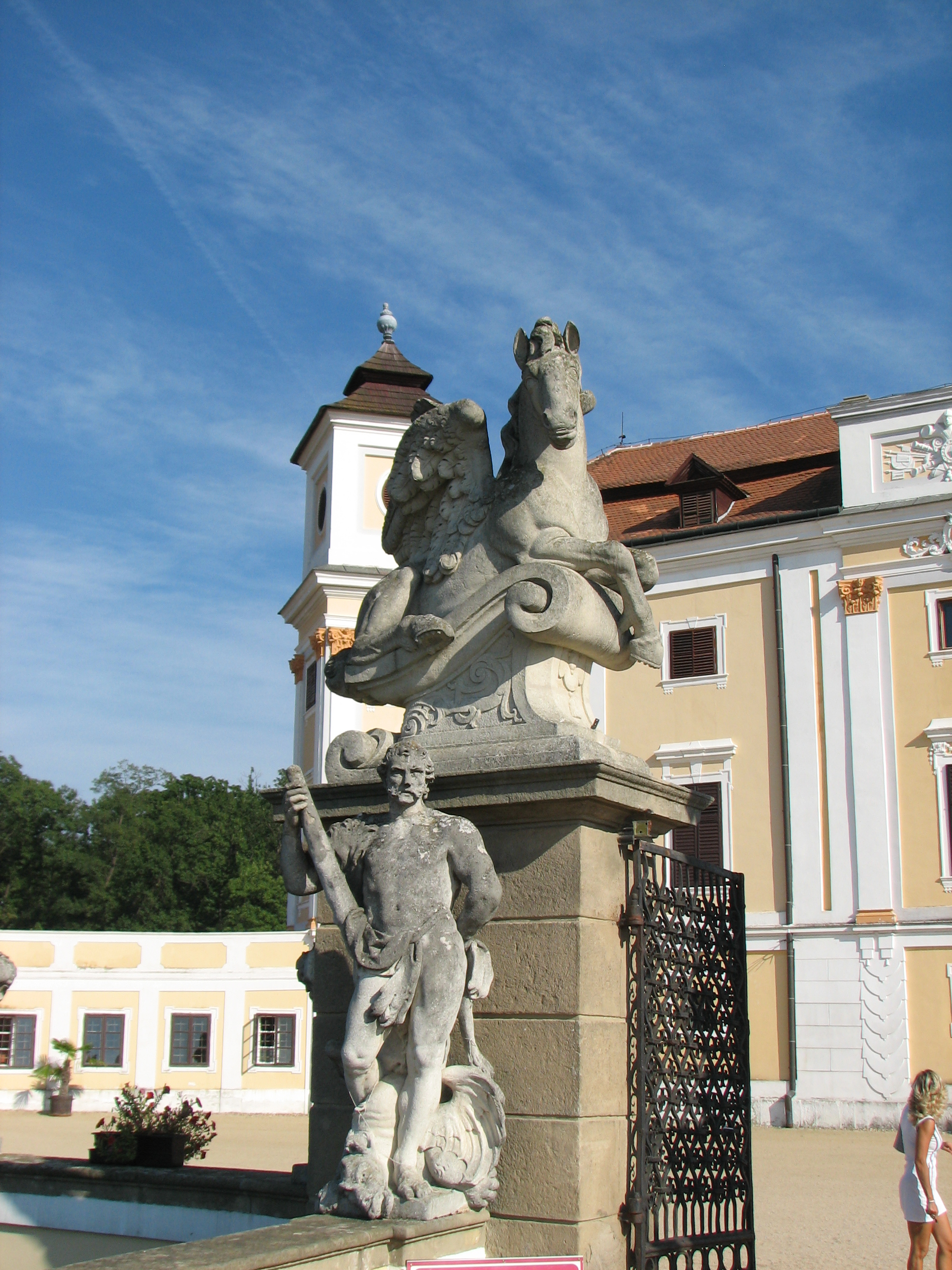
Геркулес і Пегас вхідної брами
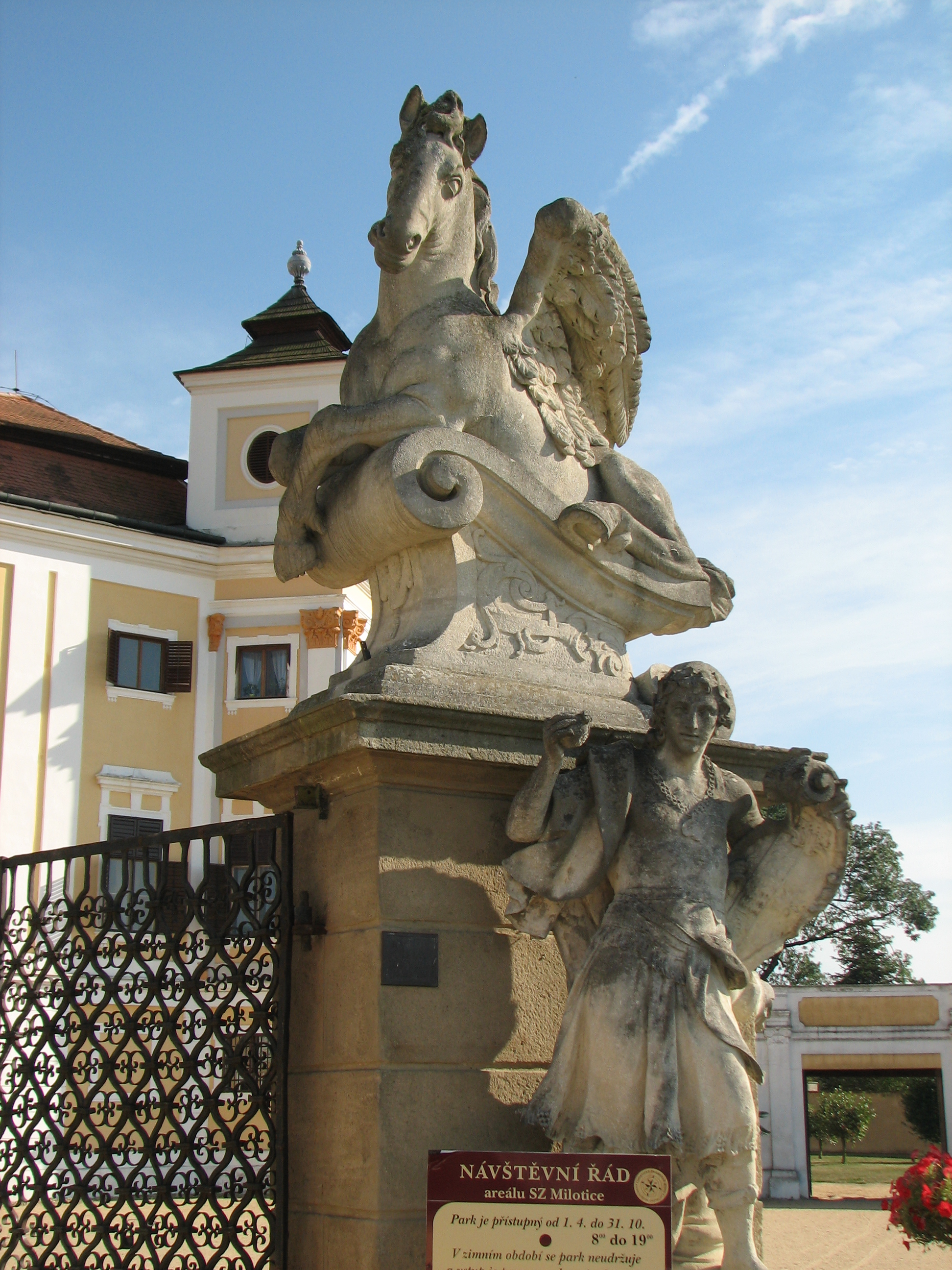
Юнак з гербом володарів і Пегас вхідної брами
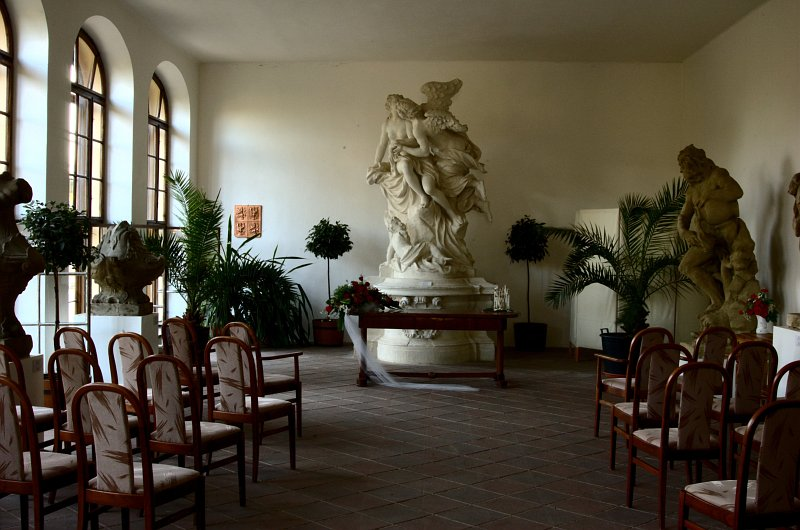
Барокова скульптура в оранжереї замку